# 정우연 (배우)
류효영(1993년 4월 22일 ~ )은 대한민국의 배우, 전직 가수이다.

## 활동
류효영은 2010년 4월 제80회 전국춘향선발대회에 참가해 춘향 진을 수상했으며 이후 《놀라운 대회 스타킹》에 동생 류화영과 출연하였고, 이로 인해 김광수 사장의 눈에 띄여 류화영과 함께 코어콘텐츠미디어(현 MBK 엔터테인먼트)에 들어가게 되었다. 2010년 KBS2 드라마 《정글피쉬 2》에 출연하였고, 같은 해 혼성 아이돌 그룹 남녀공학에서 한빛효영이라는 예명으로 데뷔했으며, 2011년부터 2015년까지 남녀공학의 여성 유닛 그룹인 파이브돌스의 멤버로 활동했다. 파이브돌스로 활동하던 2011년에는 MBC 드라마 《최고의 사랑》에 파이브돌스 멤버들과 함께 출연하였고, 2012년 KBS2 드라마 《학교 2013》에 이강주 역으로 출연해 호평을 받았으며, 2015년에 파이브돌스가 해체된 이후부터는 배우로 전향하였다.
2020년 10월 20일부터 활동명을 "류효영"에서 "정우연"으로 변경하였다.

## 학력
- 광주계림초등학교 (졸업)
- 광주동신여자중학교 (졸업)
- 광주숭일고등학교 (졸업)

## 출연 작품

### 드라마
- 2010년 KBS2 8부작 목요 미니시리즈 《정글피쉬 2》 ... 정유미 역
- 2011년 MBC 수목 미니시리즈 《최고의 사랑》 ... 하루미 역
- 2012년 KBS2 월화 미니시리즈 《학교 2013》 ... 이강주 역
- 2014년 JTBC 주말 특별기획 드라마 《12년만의 재회: 달래 된, 장국》 ... 어린 주다해 역 (이태임 아역)
- 2014년 tvN 월,화,수,목 일일연속극 《가족의 비밀》 ... 고은별 / 백수정 역
- 2016년 MBC 저녁 일일연속극 《황금주머니》 ... 금설화 역
- 2018년 TV조선 주말 특별기획 드라마 《대군 - 사랑을 그리다》 ... 윤나겸 역
- 2021년 MBC 저녁 일일연속극 《밥이 되어라》 ... 김영신 / 강영신 역
- 2023년 MBC 저녁 일일연속극 《하늘의 인연》 ... 강세나 / 윤세나 역 (본작의 메인 악녀, 그리고 갱상한 캐릭터)
- 2023년 ENA 월요 미니시리즈 《오! 영심이》 ... 구월숙 역

### 영화
| 연도 | 제목       | 역할   | 비고 |
| ---- | ---------- | ------ | ---- |
| 2011 | 정글피쉬 2 | 정유미 |      |

뮤직 비디오
- 2013년 다비치 - 거북이
- 2016년 임도혁 - 사랑이란 말

## 홍보대사
- 2010년 6월 남원시 홍보대사
- 2013년 3월 나이스 학생서비스 학교폭력 실태조사 홍보대사

## 수상 및 후보
| 연도 | 시상식                  | 부문                              | 작품        | 결과 |
| ---- | ----------------------- | --------------------------------- | ----------- | ---- |
| 2010 | 제80회 전국춘향선발대회 | 진(眞)                            |             | 수상 |
| 2017 | MBC 연기대상            | 여자 신인상                       | 황금주머니  | 후보 |
| 2021 | MBC 연기대상            | 일일연속극 부문 여자 최우수연기상 | 밥이 되어라 | 후보 |